# Halysidota orientalis
Halysidota orientalis är en fjärilsart som beskrevs av Rothschild 1909. Halysidota orientalis ingår i släktet Halysidota och familjen björnspinnare. Inga underarter finns listade i Catalogue of Life.